# Stand
Pour les articles homonymes, voir Stand (homonymie).
 (novembre 2023).
Un stand est une construction légère et temporaire, parfois couverte, constituée d'un comptoir au-dessus duquel un commerçant ou un forain interagit avec sa clientèle. Un stand peut se monter sur un marché (lieu), un champ de foire ou au sein d'un salon, par exemple.
Il existe des stands de différentes dimensions : pour les salons automobile, nautiques ou aéronautiques par exemple, ceux utilisés sont de grande taille, tandis que lors de la Foire de Paris, les stands présentés sont généralement plus modestes.
Dans les salons, la plupart des exposants font appel à des professionnels afin de créer des stands capables de valoriser leur image de marque. 

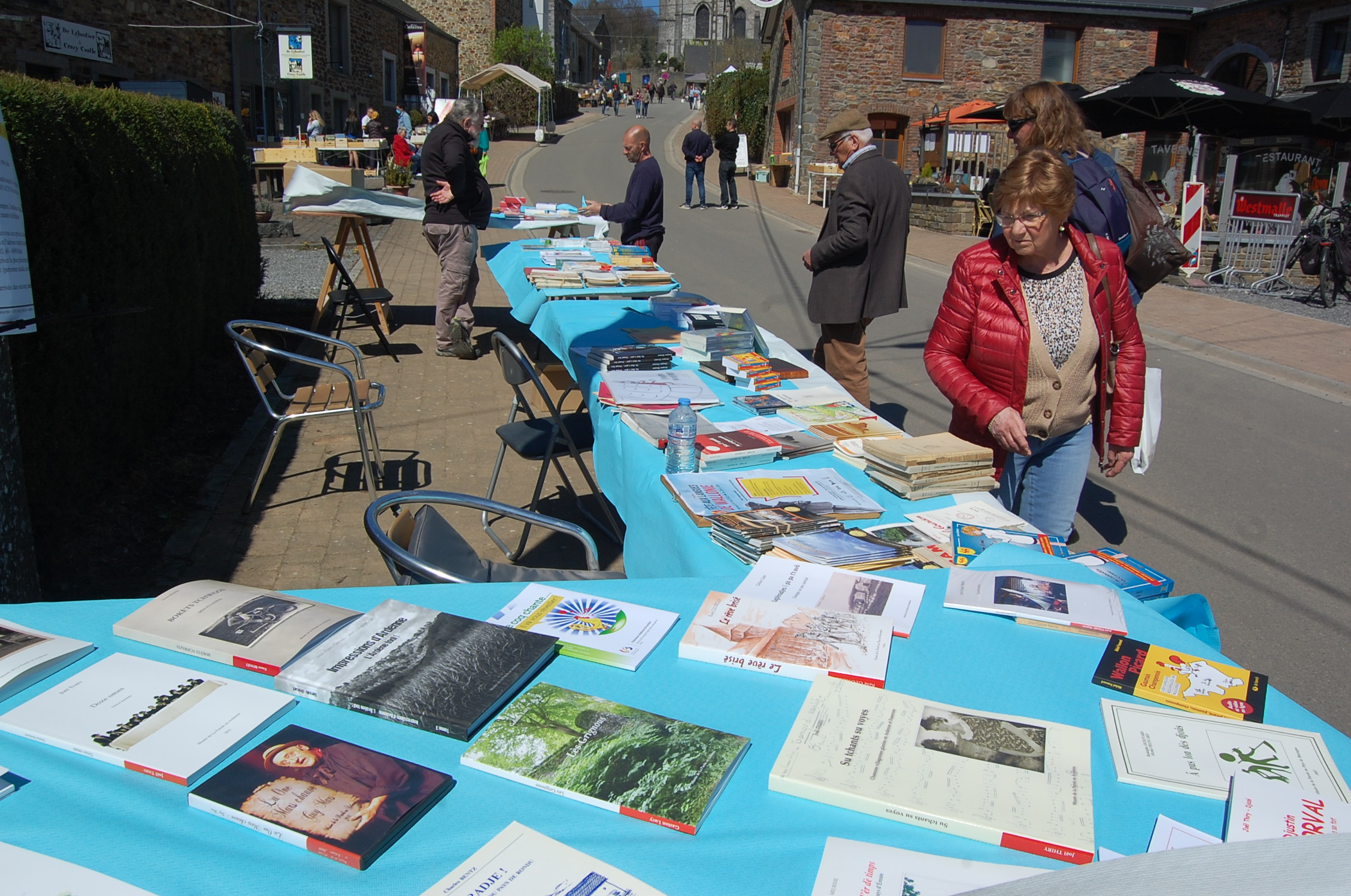
Stand de livres en wallon
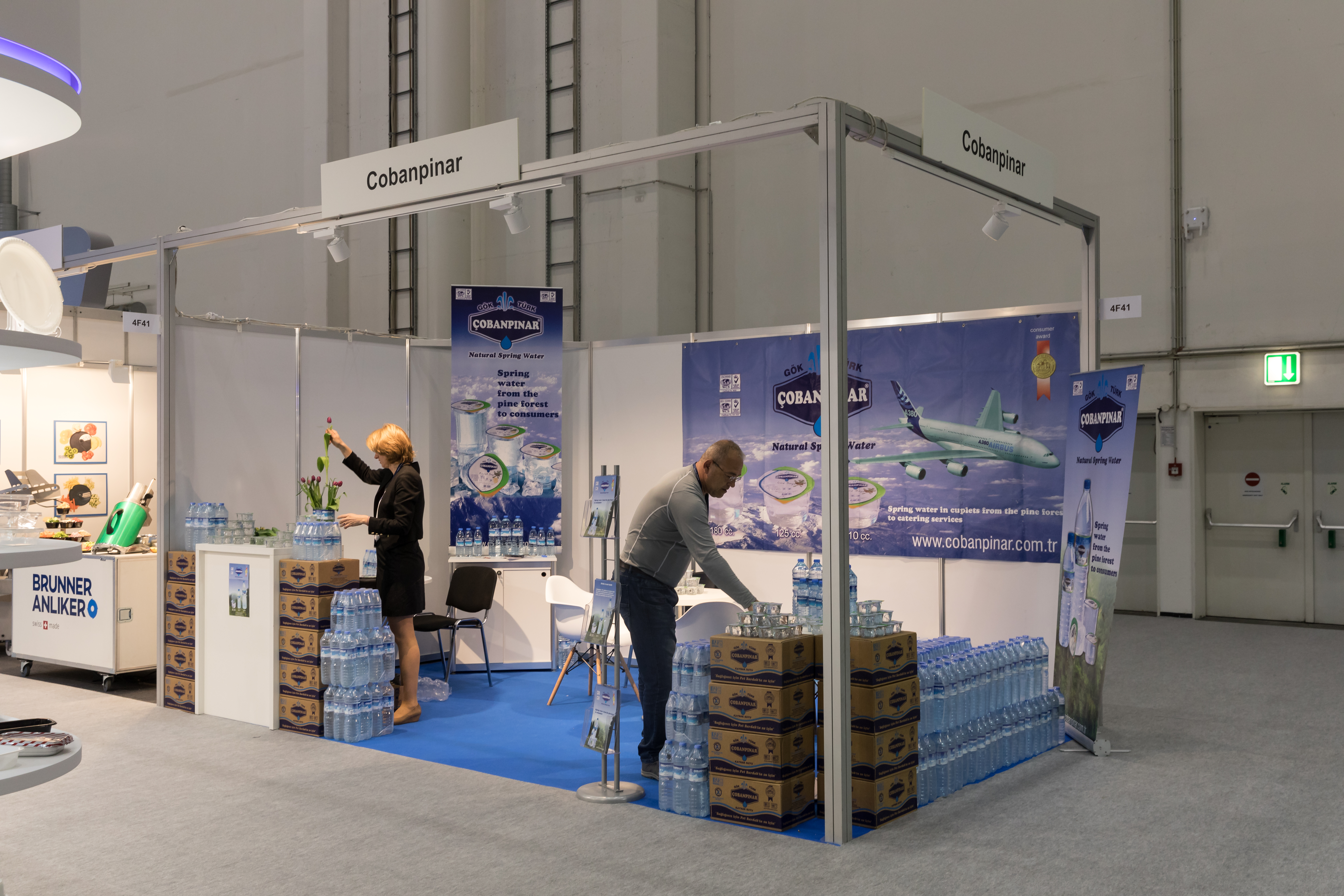
Stand événementiel en Allemagne
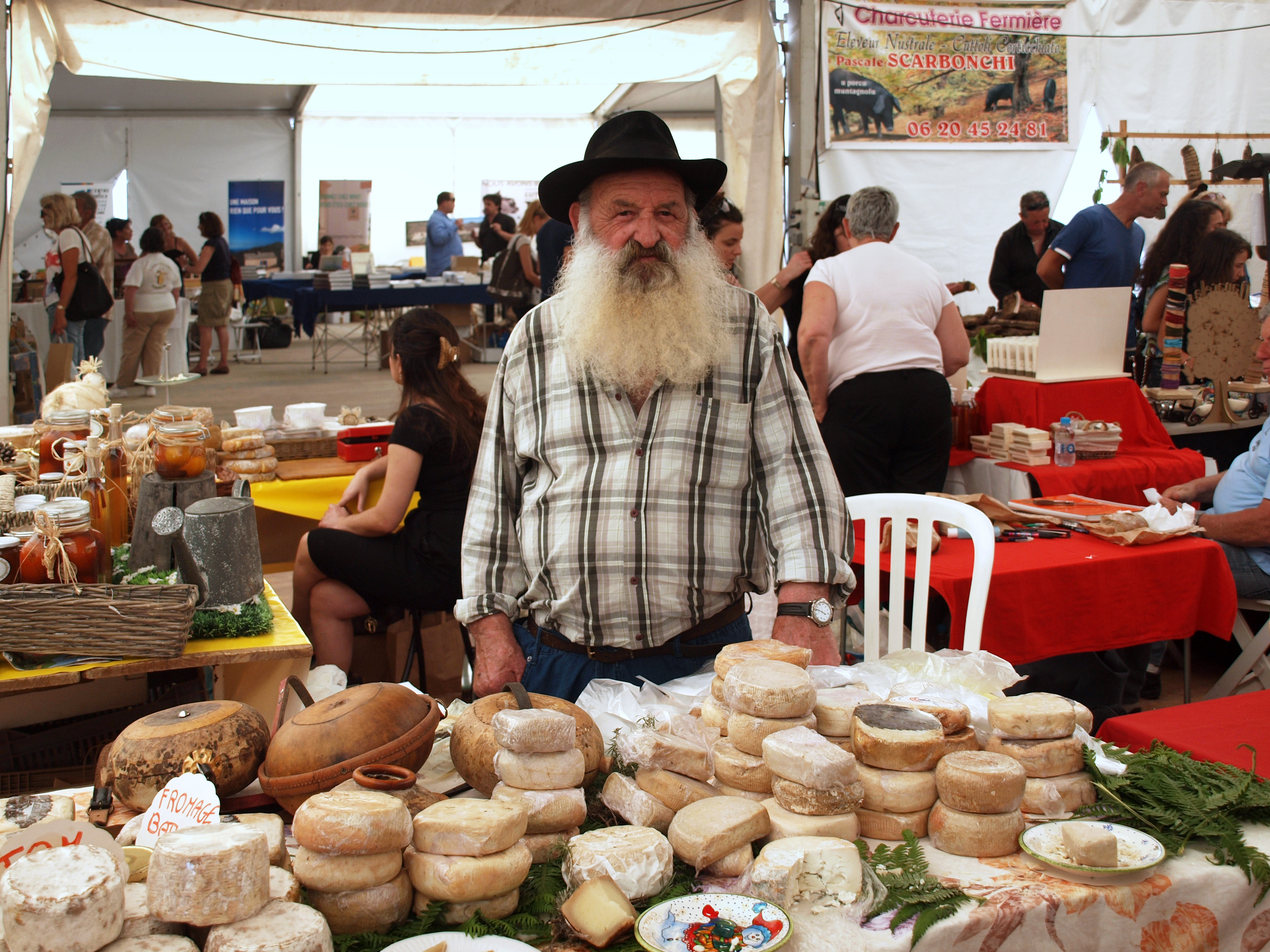
Stand d'un fromage à Venaco, en Corse